# 聖盧西亞 (烏拉圭)

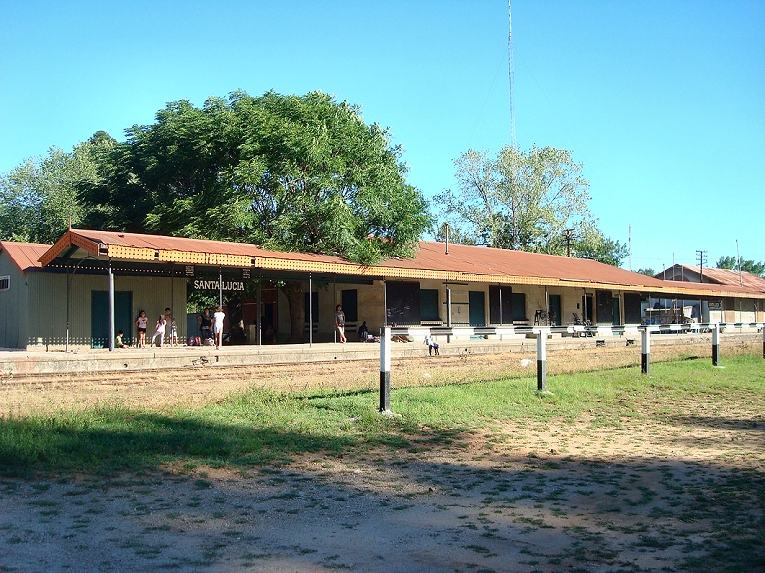

聖盧西亞是烏拉圭的城市，由卡內洛內斯省負責管轄，位於該國南部，距離首都蒙特維多60公里，始建於1782年12月19日，海拔高度16米，2004年人口16,475。

## 外部連結
- Guide of Santa Lucía （西班牙文）
- INE map of Santa Lucia （页面存档备份，存于）